# ヴェーデマルク
ヴェーデマルク (ドイツ語: Wedemark) は、ドイツ連邦共和国ニーダーザクセン州ハノーファー広域連合に属す町村（以下、便宜上本項では「町」と記述する）である。行政機関はメレンドルフ地区にある。町名は歴史的な地域名のヴェーデマルクを意味しており、通常はもっぱら「デア・ヴェーデマルク」あるいは「ゲマインデ・ヴェーデマルク」と呼ばれる。

## 地理

### 位置
ゲマインデ・ヴェーデマルクは、東から時計回りに、ブルクヴェーデル、イーゼルンハーゲン、ランゲンハーゲン、ガルプセン、ノイシュタット・アム・リューベンベルゲ（以上、いずれもハノーファー広域連合）、リントヴェーデル（ハイデ郡）、ヴィーツェ（ツェレ郡）と境を接している。

### 土地利用
| 用途         | 面積 (ha) | 占有率 (%) |
| ------------ | --------- | ---------- |
| 住宅地       | 968       | 5.4        |
| 商工業用地   | 261       | 1.5        |
| レジャー用地 | 152       | 0.9        |
| 交通用地     | 993       | 5.7        |
| 農業用地     | 8,774     | 50.3       |
| 森林         | 4,930     | 28.3       |
| 水域         | 200       | 1.1        |
| その他       | 1,149     | 6.6        |

### 自治体の構成
自治体ヴェーデマルクは以下の地区で構成されている。
| 地区名                       | 人口（人） | 含まれる集落 | 地区図 |
| ---------------------------- | ---------- | --- | ------ |
| アベンゼン                   | 1,068      | |        |
| ベネミューレン               | 336        | ジートルング・クライナー・ライング（フィラーハイデ）                                                                                           |        |
| ベルクホーフ                 | 1,080      | プルムホーフ、シュプロックホーフ、ジートルング・シュタインリーデ、ジートルング・ホーエンハイデ、ヴァイラージートルング・アウフ・デン・ラーデン |        |
| ビッセンドルフ               | 5,011      | |        |
| ビッセンドルフ＝ヴィーツェ   | 2,463      | ジートルング・ヴェネボステル＝ヴィーツェ |        |
| ブレリンゲン                 | 2,223      | ヴァイラー・シャーデホープ、ヴァイラー・オーレンボステル                                                                                       |        |
| ドゥーデン＝ローデンボステル | 123        | ドゥーデンボステル、ローデンボステル |        |
| エルツェ                     | 3,085      | ジートルング・ランゲロー、ヴァイラージートルング・ヴァッサーヴァルク・エルツェ＝ベルクホーフ                                                   |        |
| ガイルホーフ                 | 681        | ジートルング・ヘッセンヴェーク、ヴァイラージートルング・モーミューレ                                                                           |        |
| ヘレンドルフ                 | 1,435      | |        |
| マイツェ                     | 677        | ヴァイラージートルング・マイツァー・ブッシュ                                                                                                   |        |
| メレンドルフ                 | 6,623      | ヴァイラージートルング・ブレリンガー・シュトラーセ                                                                                             |        |
| ネーゲンボルン               | 809        | ジートルング・ヒューナーベルク、ヴァイラージートルング・イム・ハーゲン/イム・ヴァイデ、ヴァイラージートルング・アン・デア・デュペ              |        |
| エーゲンボステル             | 386        | ベステンボステル、ヴァイラー・イプジンゲン |        |
| レッセ                       | 2,512      | ジートルング・レンスヴィンケル、ジートルング・オスターベルクシュトラーセ                                                                       |        |
| シェーレンボステル           | 1,117      | シュラーゲ＝イックホルスト、ヴァイラー・シュラーゲ、ジートルング・イックホルスト、ヴィーヘンドルフ、ジートルング・ブーフホルツ                 |        |
| ヴェネボステル               | 755        | |        |

人口は2021年12月31日現在の数値である。

## 歴史
現在の自治体ヴェーデマルクは、多くの集落が相互に援助・協力するために合併して成立した。"Wedemark" の "Mark"（マルク）は国境地帯を意味するが、950年から1106年までザクセンのガウを治めていたビルング家に遡るとされる。ただしビルング家のマルクの場所や存在すら証拠は遺っていない。16世紀半ばにヴェーデマルク東部にアムツフォークタイ・ビッセンドルフ（ビッセンドルフ代官区）が設けられた。この代官区とアムツフォークタイ・ブルクヴェーデルは、ツェレにあった公爵のフォークタイ（アムツフォークタイより上位の代官区）の下位に置かれていた。公爵の代官は、ブレリンゲン、ブレリンガー・ベルク、メレンドルフで裁判を開いていた。リューネブルク公領のアムツフォークタイ・ビッセンドルフは、南と西をカレンベルク侯領のアムト・ランゲンハーゲン、アムト・リックリンゲン、アムト・ノイシュタット・アム・リューベンベルゲと境を接していた。北と東にはフォークタイ・ブルクヴェーデル、フォークタイ・エッセル、フォークタイ・ヴィンゼンがあった。ヴィーツェ川がアムツフォークタイ・ビッセンドルフとアムツフォークタイ・ブルクヴェーデルとの境界、およびミンデン司教区とヒルデスハイム司教区との境界をなしていた。
主に砂地で、所々に泥湿地や沼地（ビッセンドルファー・モーア）があるメレンドルフ周辺では、農業の収穫はほとんど見込めなかった。需要の薄いソバが栽培できるだけであった。馬、牛、蜂蜜の売買が収入の基盤であった。1854年にメレンドルフに風車が建設された。風車や水車が19世紀にヴェーデマルクの農業環境を創り出した。メレンドルフの「レンス湖」にはレンガ工場が設けられ、長年にわたって粘土の採掘が行われた。構造的に脆弱であったヴェーデマルクの経済発展は、1889年にビッセンドルフとメレンドルフを通るルートの鉄道ランゲンハーゲン - シュヴァルムシュテット線の建設によって始まった。2年後にビッセンドルフ、メレンドルフ、ベネミューレン、リントヴェーデル、ホーペで駅が開業した。
1962年の「ハノーファー広域連合」創設に関する法律により、現在ヴェーデマルクを構成する集落が当時属していたブルクフドルフ郡は、その目的連合に組み込まれた。1974年3月1日の「ハノーファー法」によってそれまで独立していた16町村（「自治体の構成」の表参照）は自治体ヴェーデマルクに統合され、それ以後は自治体内の地区を形成している。「ヴェーデマルク」という町名は、これらの地区が存在する歴史的、環境的な地域名であることから選択された。この名前を持つ地区は存在しない。行政機関の中心は、中央に位置するメレンドルフに設けられた。ヴェーデマルクは2001年11月1日からハノーファー広域連合に属している。ヴェネボステルに属していたジートルング・ヴェネボステル＝ヴィーツェとビッセンドルフに属していたジートルング・ビッセンドルフ＝ヴィーツェが2011年に統合されて、新たに17番目の地区ビッセンドルフ＝ヴィーツェが形成された。

## 住民

### 人口推移
この町は、州都ハノーファーの北に位置しており、裕福な住宅地とされている。これは、住民1人あたりの平均収入が、ニーダーザクセン州で上位1/3に含まれていることで証明される。この町は、交通の便がよく（ハノーファーSバーン沿線で、アウトバーン A2号線、A7号線に近い）、レジャー施設に恵まれた（リューネブルガーハイデに近く、ハルツ山地、北海、バルト海へも比較的短時間で行くことができる）高い魅力を備えたいくつかの村落（地区）からなっている。
州都に近く、2000年にS-バーンが通ったことで、1970年以降、当時約24,000人だった人口は、2021年には約3万人を超えるまでに急速に増加し、人気の住宅地となっている。

## 行政

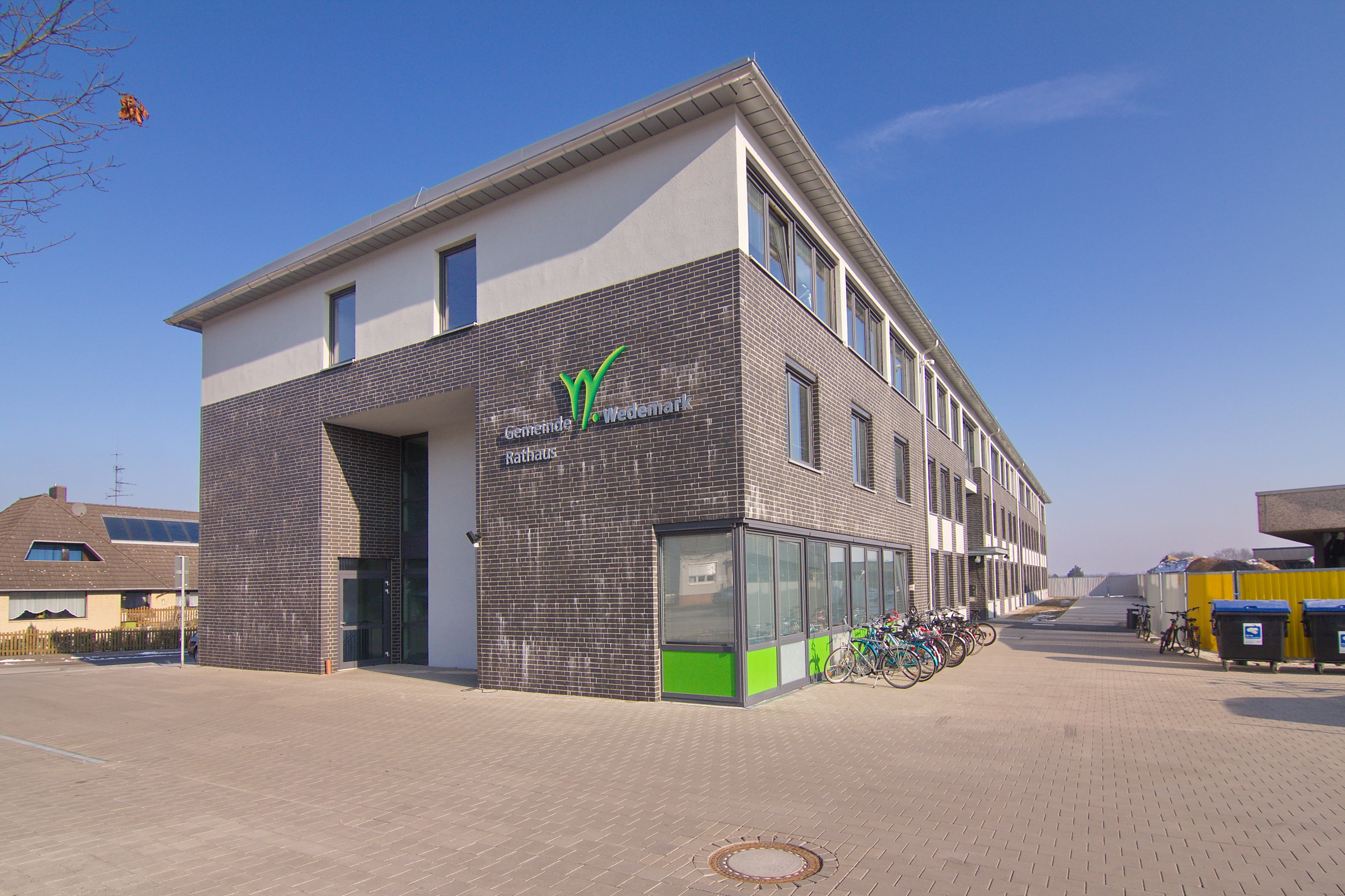
ヴェーデマルクの町役場

### 議会
2021年の町議会選挙以後、ヴェーデマルクの町議会は36議席の議員と町長の37人で構成されている。

### 首長
2014年2月9日から、ヘルゲ・ツィヒリンスキ (SPD) がヴェーデマルクの町長を務めている。2021年の町長選挙決選投票でツィヒリンスキは 54.40 % の支持票を得て町長職を堅持した。

### 地区議会
ヴェーデマルクの地区には11の地区議会があり、合わせて77人の地区議会議員がいる。

### 紋章
ヴェーデマルクの町の紋章デザインは紋章研究家で作家のヴェルナー・ケムリングによってなされた。彼はハノーファー広域連合の多くの紋章をデザインしている。紋章は1979年2月20日にハノーファー郡によって認可された。
図柄: 金地に16枚の葉と3つの実をつけた緑色のオークの木。この木は紋章基部の緑の山から生えている。木の幹の前に、赤い爪と舌を持ち、歩く青い獅子が、銀のヴォルフスアンゲルの上に描かれている。
紋章の由来: 緑の山は町内にあるブレリンガー・ベルク景観保護区を象徴している。オークの木は、現在も豊かに残る、かつての濃密なオークの森を表している（Wedeは森や林を意味する）。16枚の葉は元々町を構成する16地区（2011年からは17地区であるが）を、3つの実はかつて存在した3つのザムトゲマインデ (SG) すなわち、SG ビッセンドルフ、SG メレンドルフ、SG エルツェを意味している。青い獅子は町域がヴェルフ家のリューネブルク侯領と何世紀もの間結びついていたことに由来する。ヴォルフスアンゲルは、新たに創設された町がかつてブルクドルフ郡に属していたことを示している。
ヴォルフスアンゲルを引き続き紋章に用いることについて2014年に議論がなされた。この意匠は、ブルクドルフ郡を舞台にしたヘルマン・レンスの作品「デア・ヴェールヴォルフ」にちなんだもので、1935年に狼の頭とともに紋章に採用されたものである。町議会は、変更は行わず、歴史的関係性を説明することとした。

ヴェーデマルクの旗

### 旗
ヴェーデマルクの街の旗は長辺と平行に緑 - 黄色の地色に上下二分割。その中央に町の紋章を配置する。

### 姉妹自治体
- ロワ（フランス語版、英語版）（フランス、ソンム県）1984年3月

また、2009年からスウェーデンの町 キスラヴィヤット と緊密な交流を行っている。
この他に、外国の学校と姉妹校関係を結び、育んでいる。たとえば、ギムナジウムとイギリスの都市ホーンキャッスルのグラマー・スクールとの交流などである。

### 宗教
宗教改革以前: メレンドルフの丘の上、マイアーホーフ（貴族が所有する農場）のすぐ近くに13世紀に礼拝堂が建設された。この礼拝堂はビッセンドルフのミヒャエリス教会区に属した。教会堂はおそらくマリエンドルフ家が個人で設立した教会で、この貴族家によって教会区として経済的援助がなされていた。聖ゲオルクに捧げられた教区教会の管轄地域にはメレンドルフ集落だけが含まれた。早くも1225年には、メレンドルフの集落名とともにこの礼拝堂も記録されており、1330/1350年には文書中に教区教会との記述がある。メレンドルフはミンデン司教区とヒルデスハイム司教区との境界に直接面する位置にあたるため、この教会が所属していた司教区がどちらであったかは議論が定まっていないが、おそらくヒルデスハイム司教区であったと推測されている。聖ゲオルク礼拝堂に関する守護権はメリエンドルフ家が有し、後にブラウンシュヴァイク＝リューネブルク公に移された。
福音主義＝ルター派: エルンスト告白公（1497年 - 1546年）は、マルティン・ルターが活動していた頃にヴィッテンベルクに留学しており、福音主義の信仰を受け容れ、その保護を主張していた。彼は1527年にメレンドルフを訪れた。ここでは1529年から福音主義の礼拝が行われている。
福音主義自由教会: 2001年からブレリンゲン地区に Evangelisch-Freikirchliche Gemeinde が存在する。
カトリック: カトリックを信仰する住民はメレンドルフでは稀である。1895年に19人のカトリック信者がこの集落にいた。彼らはレールテのベルンヴァルト司祭区の宗教行事に参加した。彼らは教会法上は1957年までツェレの聖ルートヴィヒ司祭区に属していた。1945年以後、故郷を逐われた人々や難民の流入によりカトリック住民は1400人にまで増加した。東プロイセンやシレジアからの数多くのカトリック信者がメレンドルフで暮らしていた。彼らの宗教活動は、ランゲンハーゲンの聖マリエン教会が担っており、ヴェーデマルクのカトリック信者は、約 15 km 離れたこの教会まで歩いて通っていた。独自の聖職者が赴任したため、1946年にメレンドルフの旅館で最初のミサが行われた。その後すぐにバラックが借り上げられ、1959年に教区教会が建設されるまで礼拝堂として利用された。メレンドルフは、242 km2 を管轄する宗教ステーションとなった。外部礼拝所がアベンゼン、ビッセンドルフ/ヴィーツェ、エルツェ、フールベルク、エーゲンボステル、レッセ、ホーペに設けられ、福音主義教会でミサが行われたこともある。特にメレンドルフはヴェーデマルクの経済的中心地に発展したため、1958-59年に新しい教会が建設された。マリア・インマキュラタータ（無原罪の御宿り）が1958年に教会守護聖人として祀られた。

## 文化と見どころ

### 建築

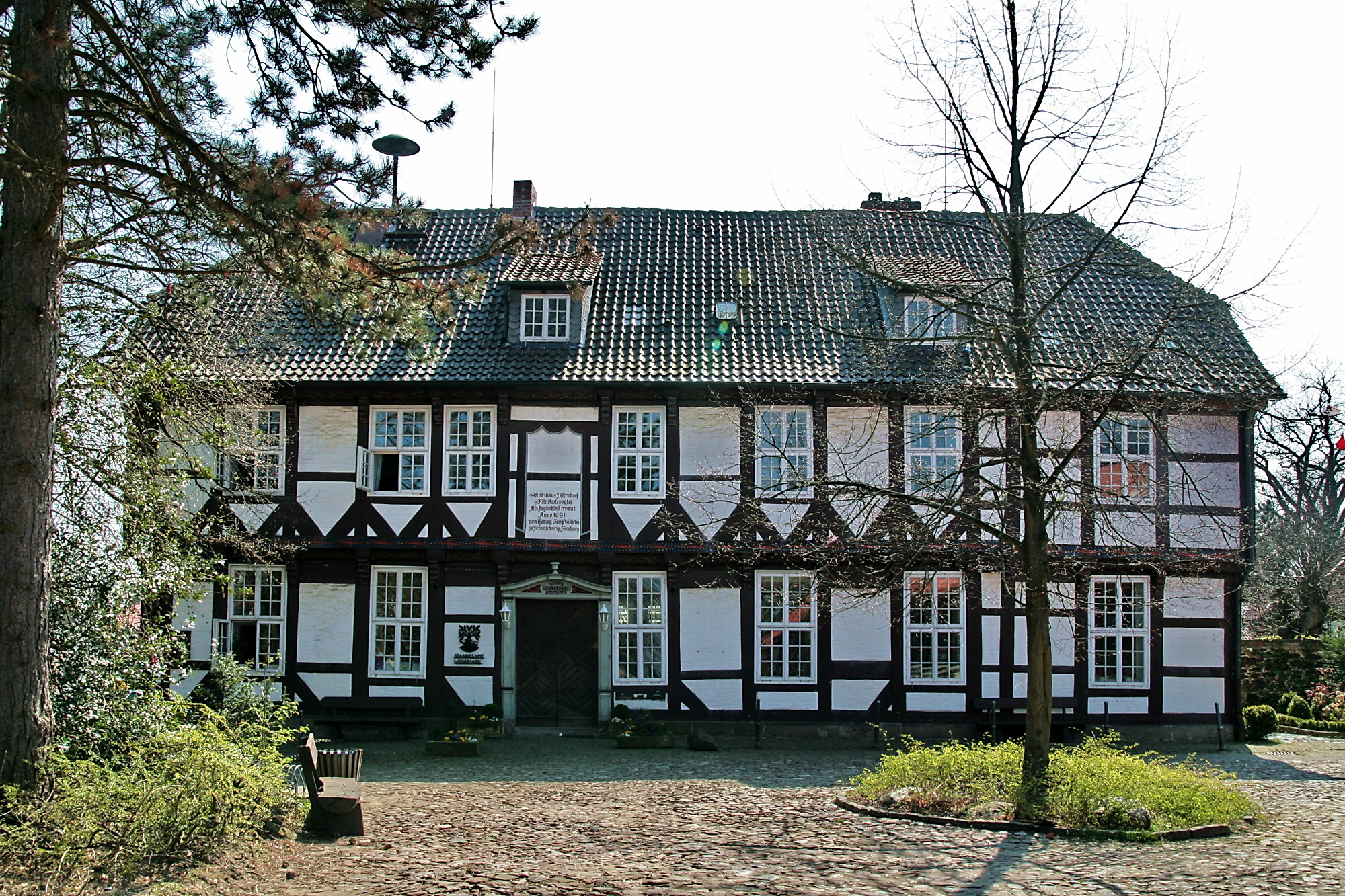
ビッセンドルフのアムトハウス

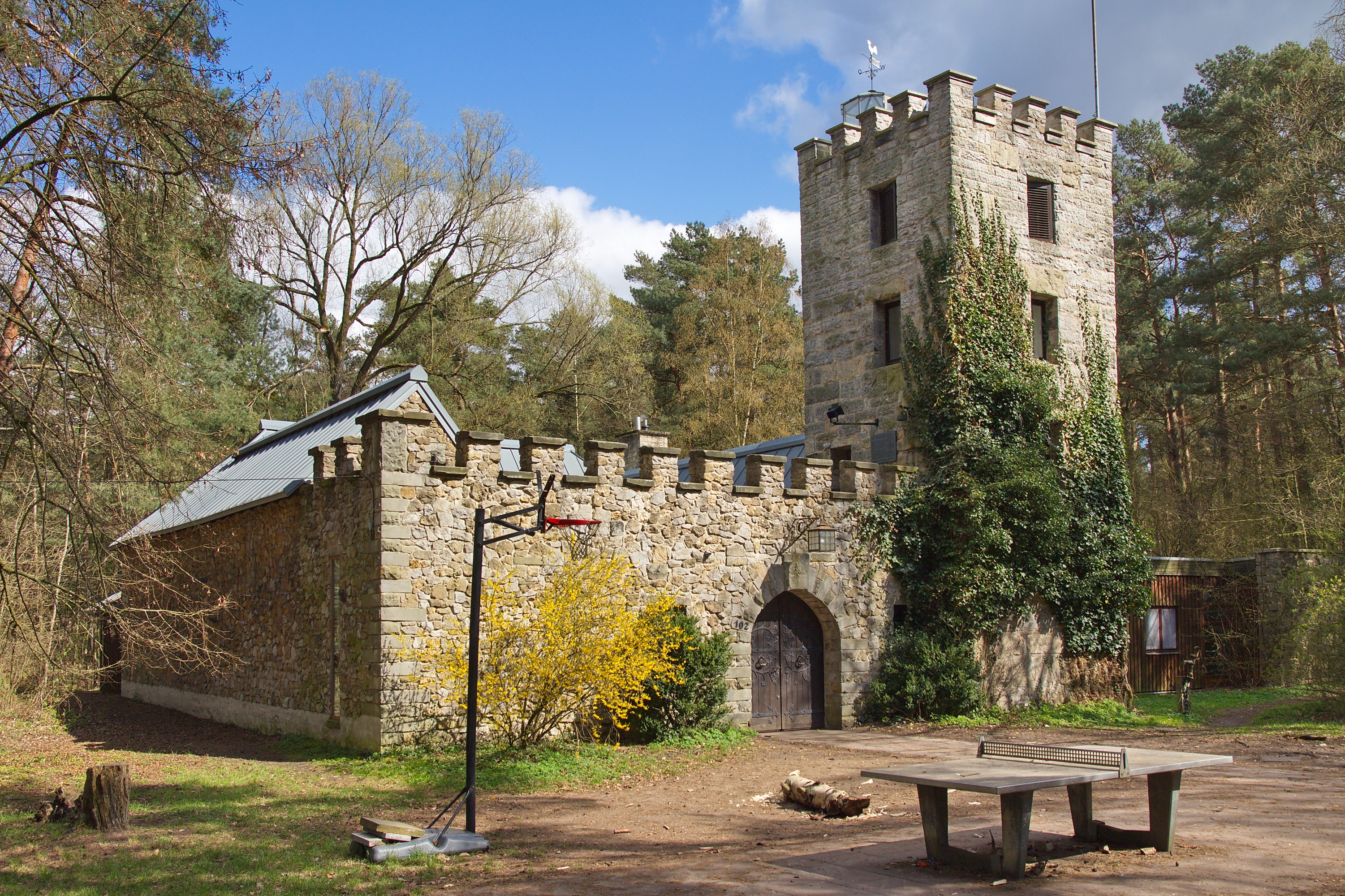
ビッセンドルフ＝ヴィーツェのアイヒェンクロイツ城

- アベンゼン地区には、1825年に建設されたオランダ式風車（ドイツ語版、英語版）の遺構と1912年に建設されたヨハニス礼拝堂がある。
- ビッセンドルフには、1691年に建設されたヴェーデマルクで最も美しい世俗建築の1つであり、現在は戸籍役場が入居しているアムトハウス（直訳: 役所）がある。アムトハウスの向かい側には、13世紀の塔を持つミヒャエリス教会がある。
- ビッセンドルフ＝ヴィーツェの森の中に1928年に建設されたアイヒェンクロイツ城がある。
- ブレリンゲンには1849年に建設された福音主義聖マルティーニ教会がある。このハレンキルヒェは、ハノーファーの建築マイスターであるルートヴィヒ・ヘルナーによって設計された。
- エルツェの東、アウトバーン A7号線の裏手に1911年に稼働開始したエルツェ＝ヴェルクホーフ浄水場がある。この施設はハノーファー広域連合の水供給の約半分を担っている。
- 高さ 61 m のメレンドルフ通信塔は、ドイツの鉄筋コンクリート製通信塔の中で最も古いものの1つである。ドイツ・ブンデスポスト（ドイツ語版、英語版）は、当時の北西ドイツ放送のハンブルク - ケルン間のFPUルートの一環として、1951年にこの塔を建設した。メレンドルフ郊外のフリードリヒスヘーエに建つこの塔は、27 m の位置に管理室があり、ドイツテレコムの子会社であるドイチェ・フンクトゥルム (DFMG) が運用している。
- メレンドルフのヴェーデマルク通りとビッセンドルファー通りとの角に建つ、1624年に建設された旅館シュトゥッケは、ヴェーデマルクで最も古い旅館の1つであり、文化財に指定されている。
- メレンドルフの聖ゲオルク教会は1225年に最初の記録が遺されている。1497年に大幅に拡張され、その後何世紀にもわたって改造がなされて現在の姿になった。
- ネーゲンボルンには1779年から1966年まで現在の建物で稼働していた水車があるが、附属農場を持つ水車小屋が1644年からすでに稼働していたことは確実である。この地区には、古い礼拝堂の基礎の上に1693年に建設された木組み建築の礼拝堂もある。
- ヴェネボステル集落には自然文化財に指定されている、村で最大の樹齢850年のオークの木がある。この「マッケンゼン＝オーク」は、1900年にフールベルクに移転した森林事務所であるフォルストホーフにある。
- この町を横切るシュトレッケ24 は、1940年代に建設放棄された帝国アウトバーンで、レッセの北に目視できる遺構がある。

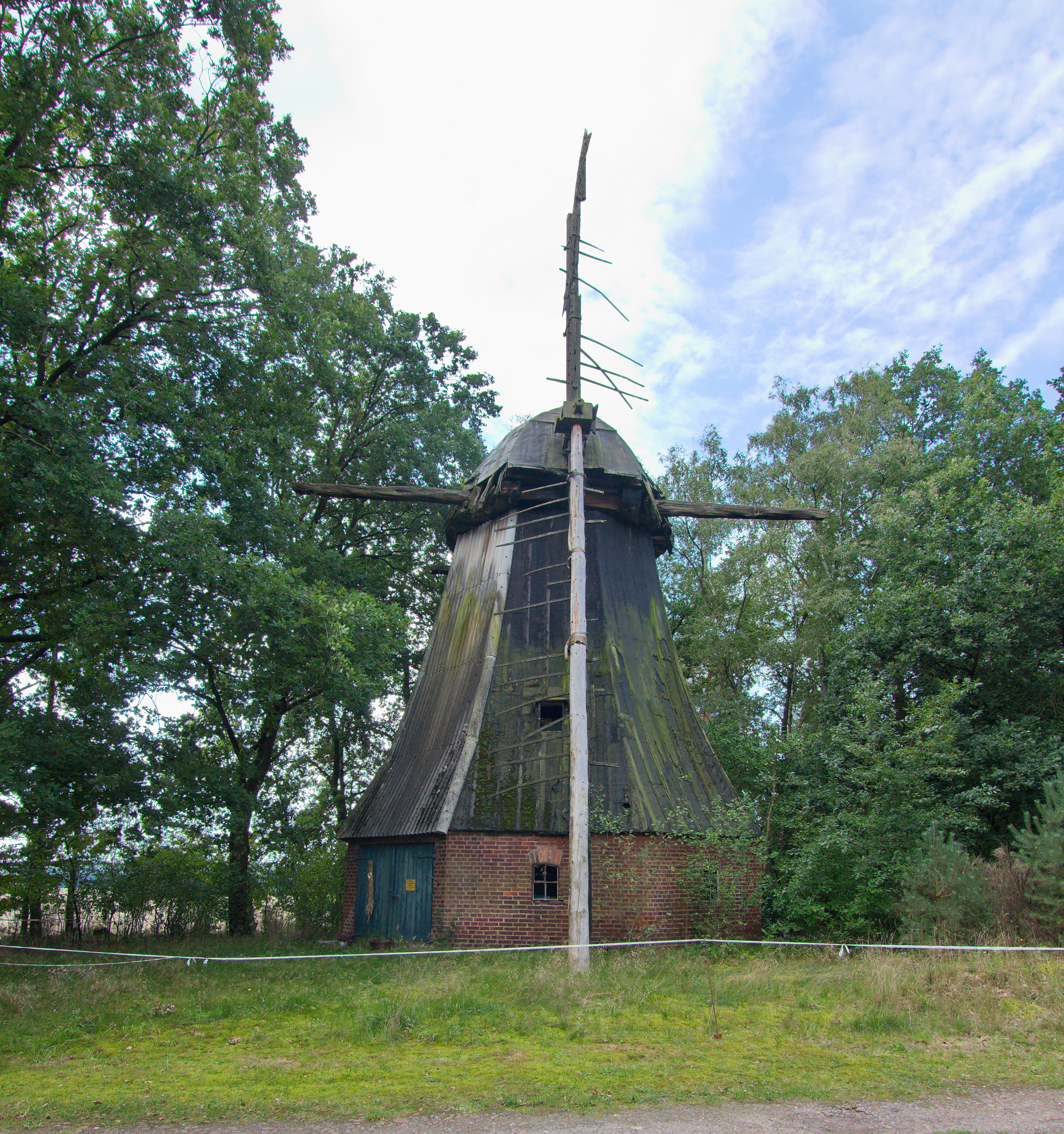
アベンゼンのオランダ式風車
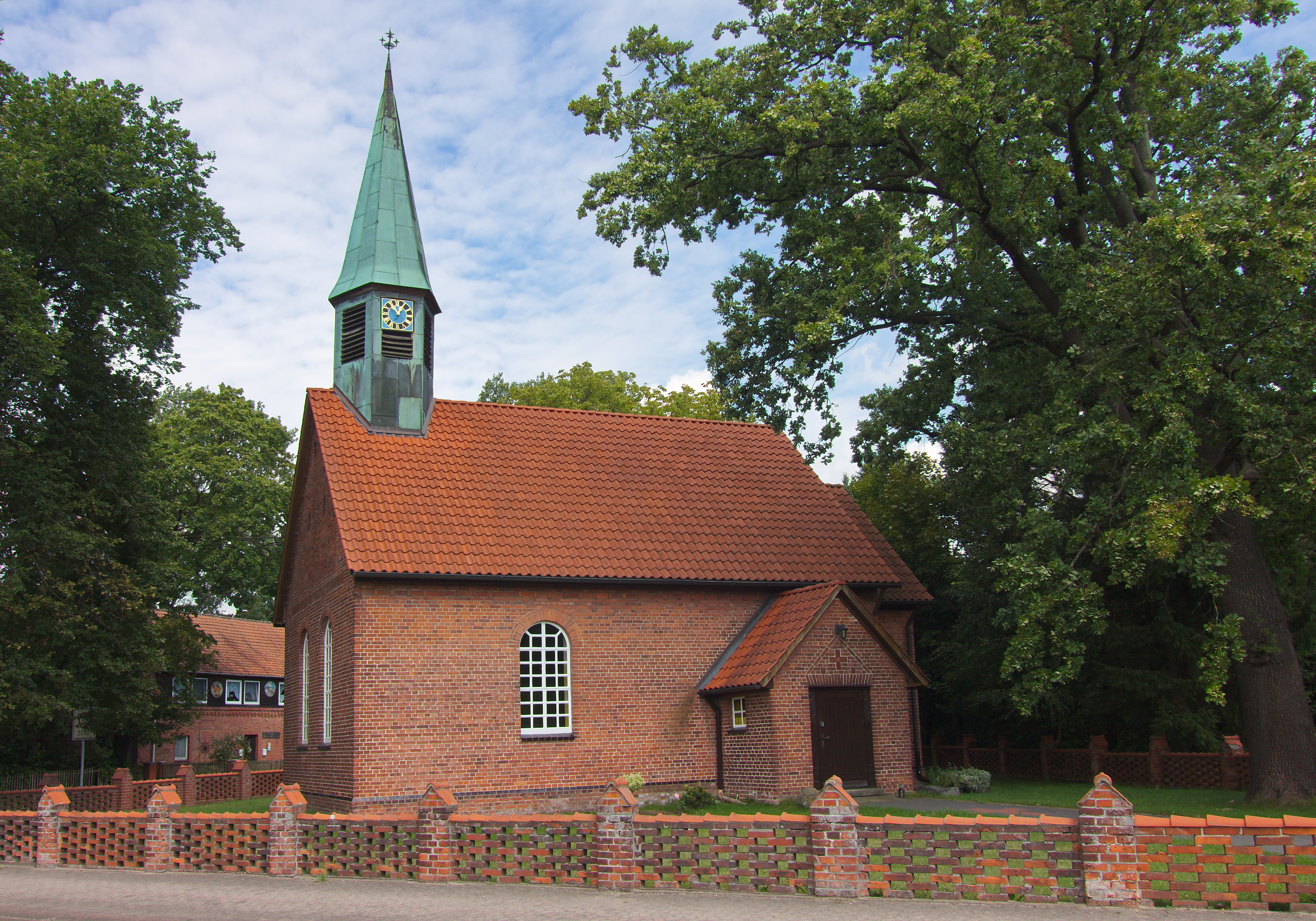
アベンゼンのヨハニス礼拝堂
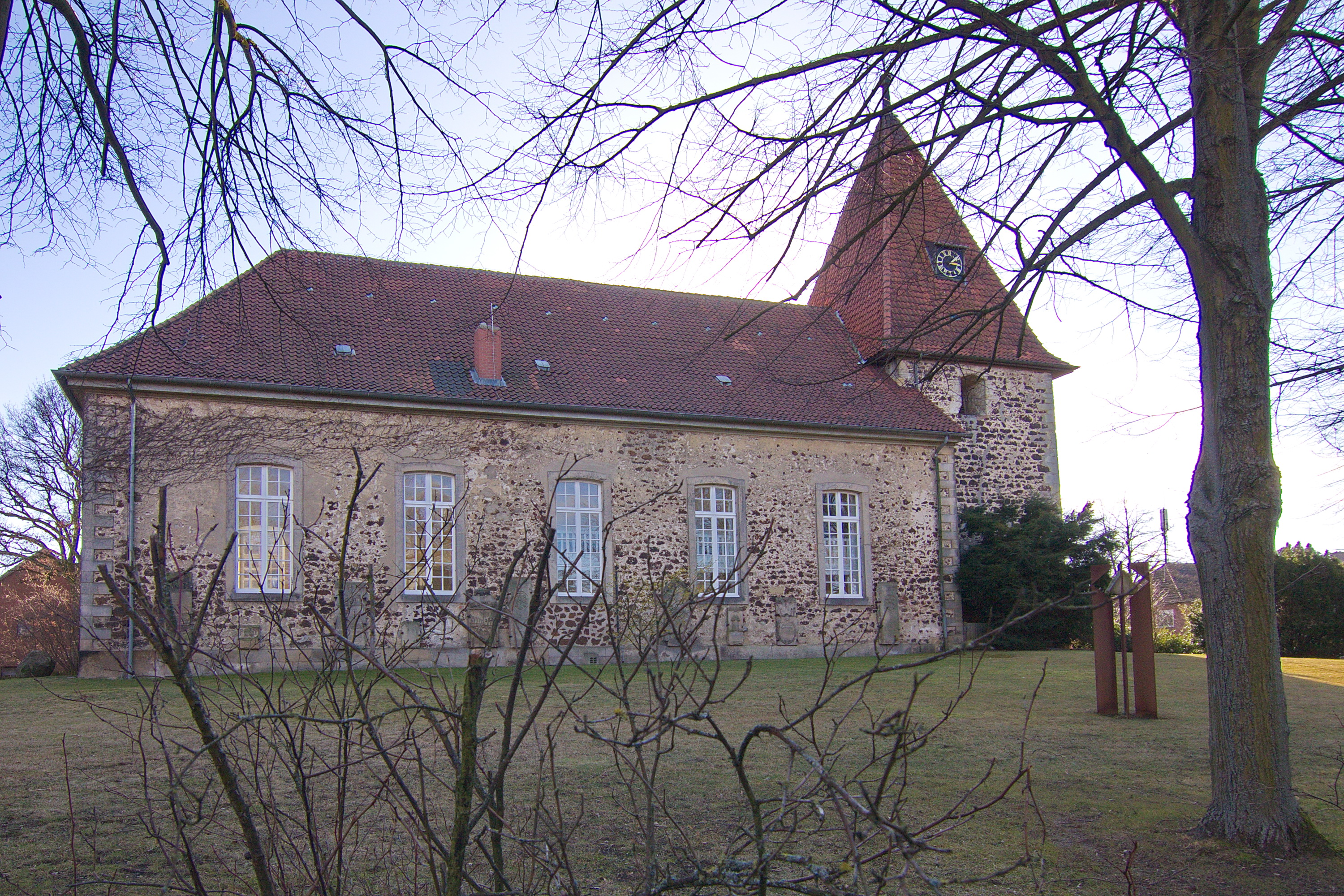
ビッセンドルフのミヒャエリス教会
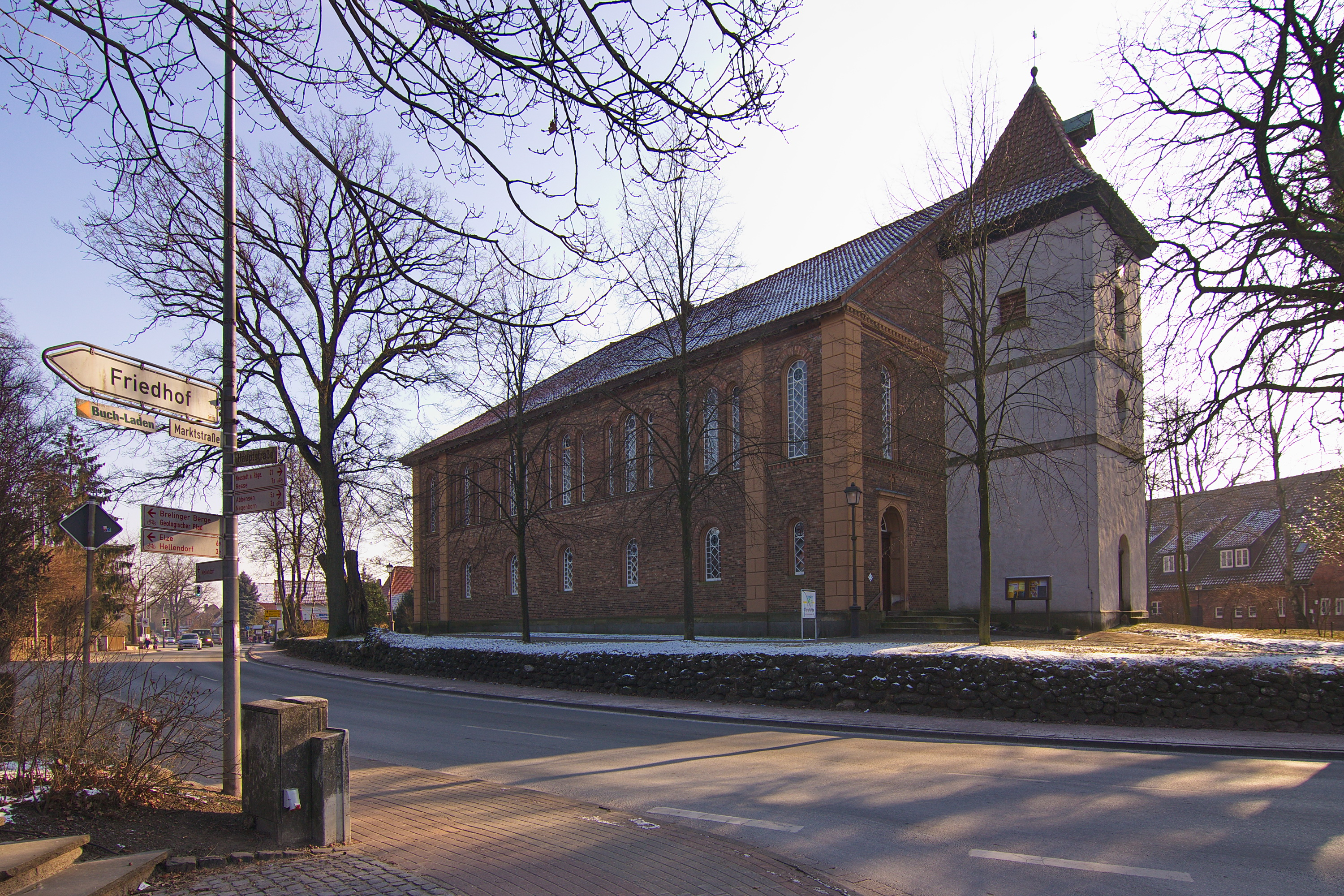
ブレリンゲンの聖マルティーニ教会
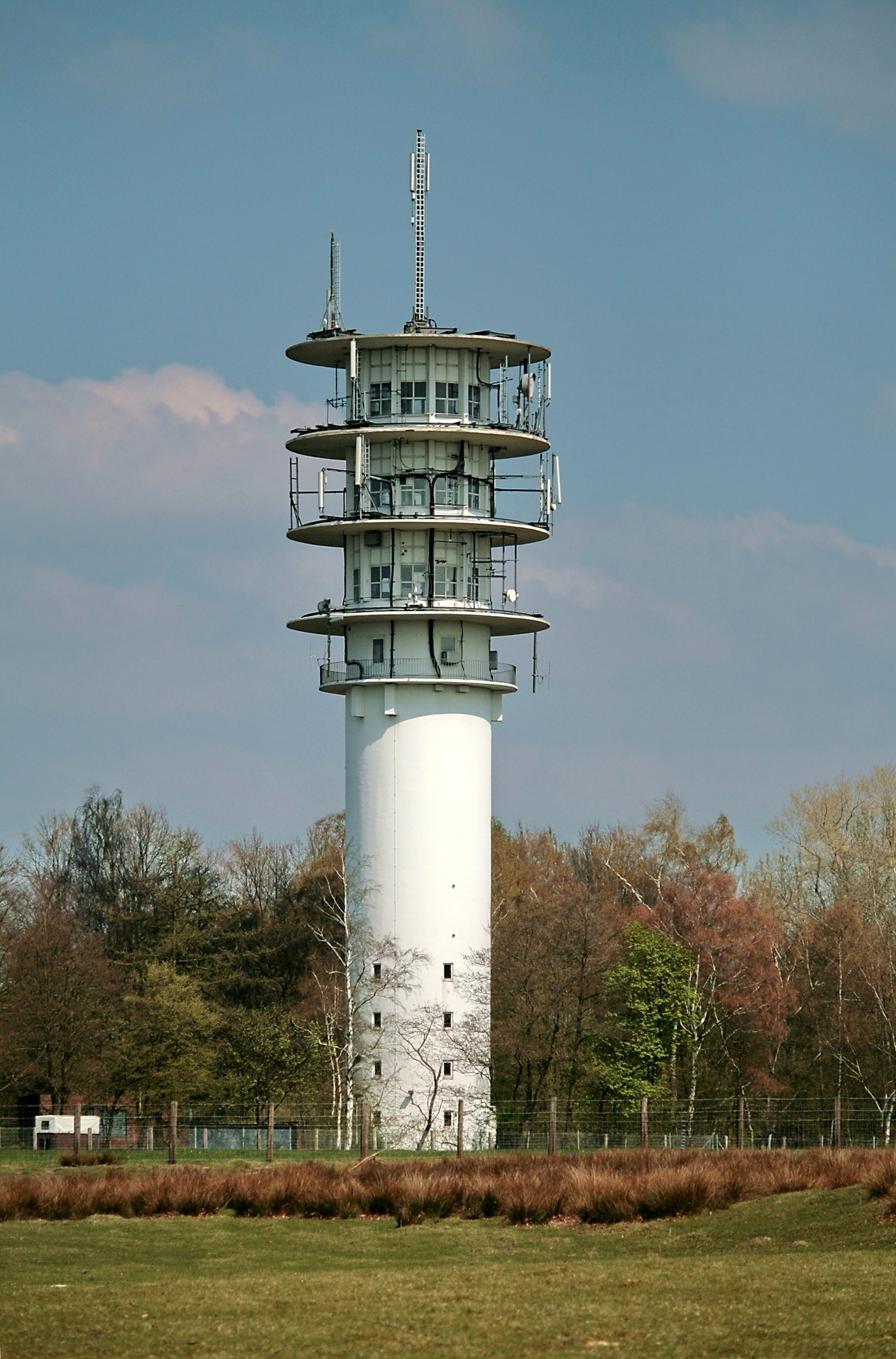
メレンドルフ通信塔
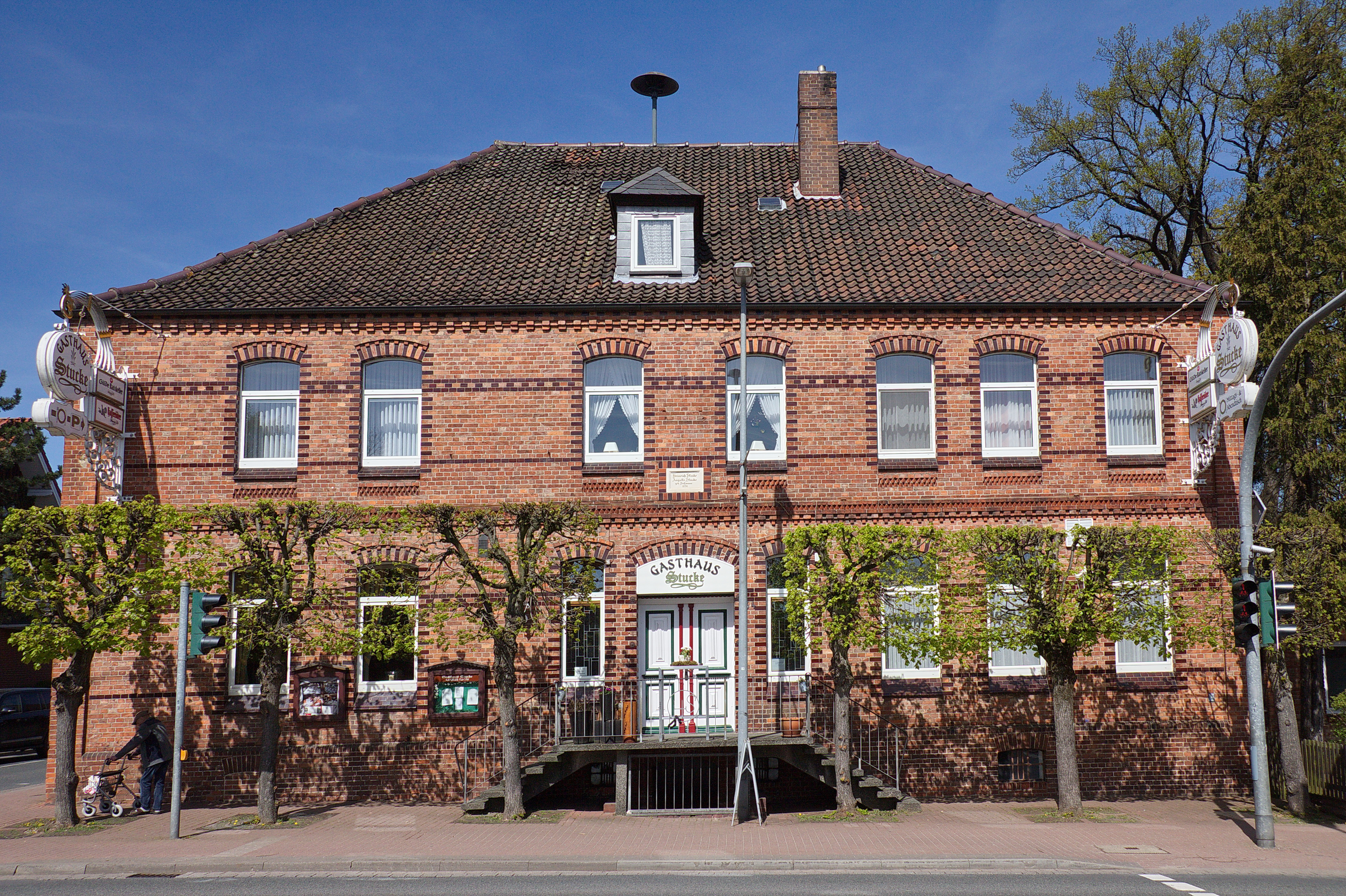
メレンドルフの旅館シュトゥッケ
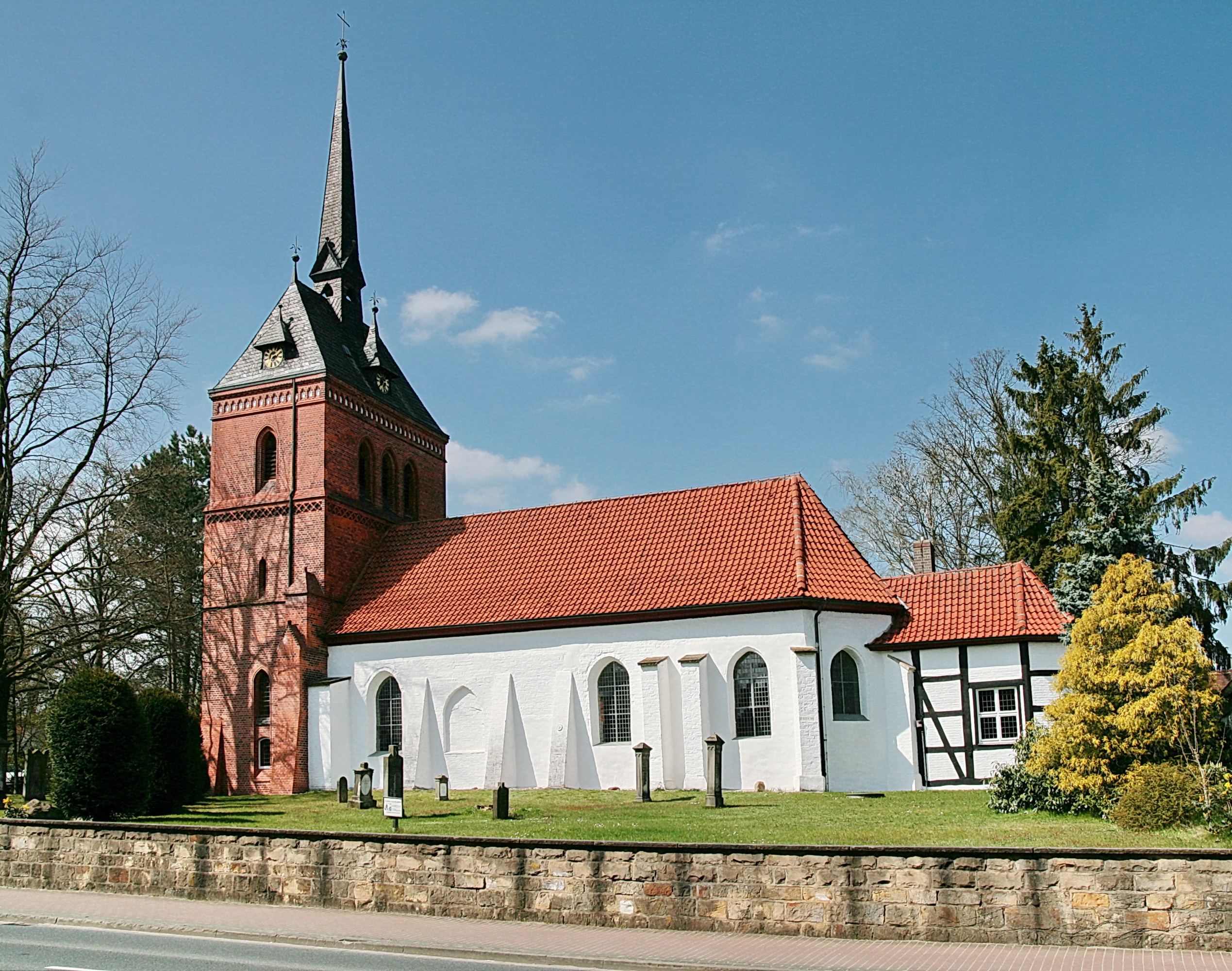
メレンドルフの聖ゲオルク教会
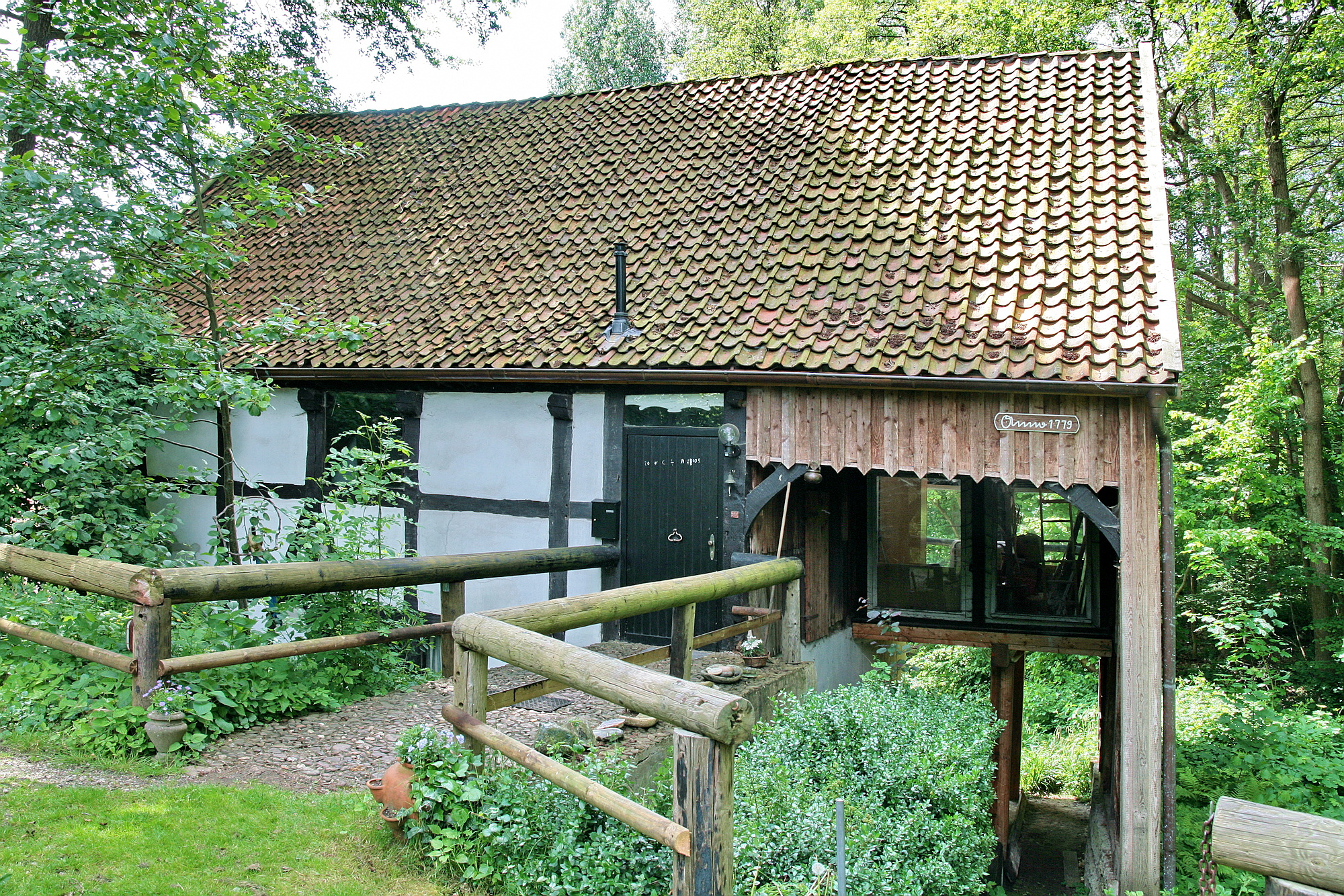
ネーゲンボルンの水車小屋
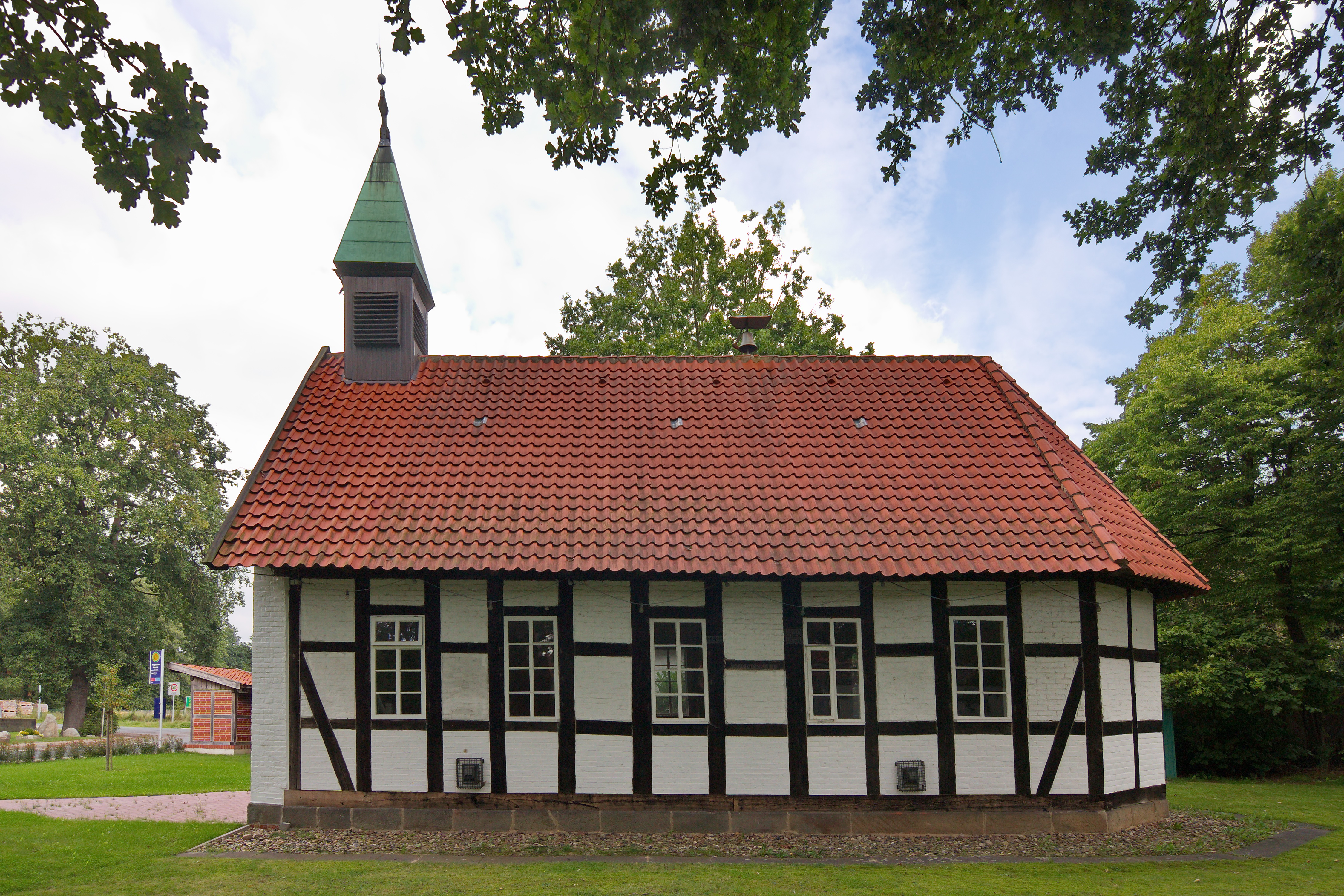
ネーゲンボルンの礼拝堂

### 緑地とレジャー
- ブレリンガー・ベルクは人気の散策・レジャー地である。「ガルテンレギオン・ハノーファー」（直訳: ハノーファー庭園地域）プロジェクトとして2006年に地質学体験路「ベヴェクテ・シュタイネ」が造られた。これはブレリンガー・ベルクの北側と東側に設けられた長さ 5.5 km の周回路である。ルート上の11のステーションが氷期の歴史やそれに関連した事象を解説している。
- ビッセンドルフの西、レッセへの道程の中間に、ランゲンハーゲンに属すムスヴィレンゼー（ムスヴィレン沼）を含むビッセンドルファー・モーア（泥湿地）がある。
- エルツェの東に位置する広さ約 400 ha のフォルスト・ルンツホルンの森林地域はハノーファー市の飲料水採取地として重要で水質保護区となっており、またハノーファー広域連合地区のレジャー地でもある。

### スポーツ
スポンサー契約の理由で現在は「フス・デ・グロート・アイスアレーナ」と呼ばれているメレンドルフのスケート場は、1975年から ESC ヴェーデマルク・アイスホッケーの試合会場となっている。このクラブは1996年にドイツ・アイスホッケーリーガに昇格し、ヴェーデマルク・スコーピオンズの名前で競技を行っており、1997年からハノーファー・スコーピオンズと改名した。このクラブ出身の最も有名なプレーヤーにレン・ゾッキオがいた。スコーピオンズは2001年にハノーファーに移転し、2013年にライセンスをシュヴェニンゲンに売却した。後継クラブのハノーファー・スコーピオンズは2013年に創設され、2017年にかつてのスコーピオンズの親クラブ ESC ヴェーデマルク・スコーピオンズと融合し、オーバーリーガ・ノルトでプレイしている。試合には定期的に数百人の観客が訪れる。
他にはビッセンドルファー・パンサーが、インラインスケートホッケー・チームとしてドイツ全土にその名を知られている。メレンドルファー TV の女子サッカーチームは2008/09年シーズンおよび2011/12年シーズンに女子サッカー・ブンデスリーガ2部でプレイした。ヴェーデマルクには DLRG-支部が存在する。
この町は Bundesverbandes für klassisch-barocke Reiterei Deutschland e. V.（古典的な馬場馬術競技のドイツ連合）の本部所在地である。

## 経済と社会資本

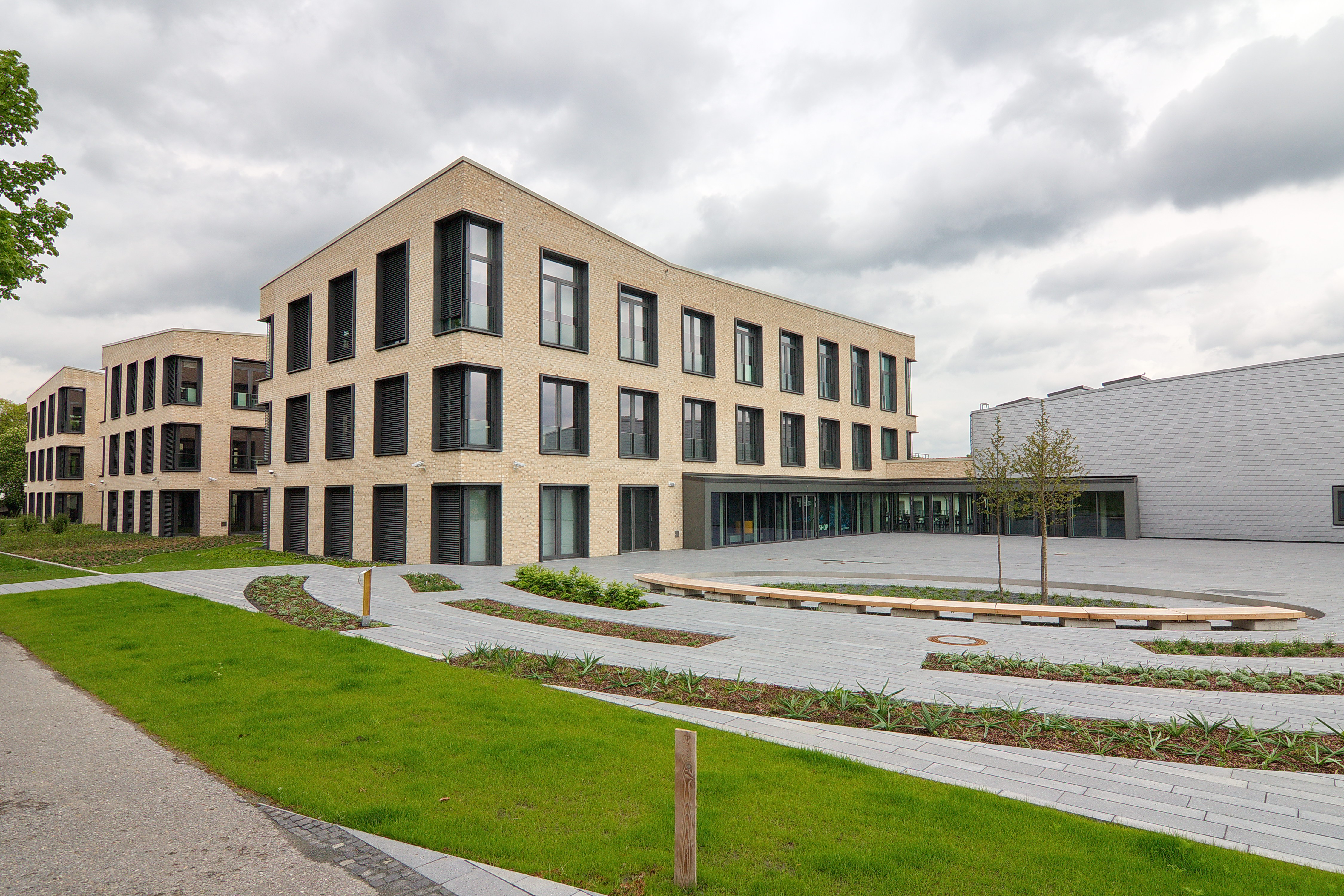
ヴェーデマルクにあるゼンハイザー・イノベーション・キャンパス

### 企業
1900年頃メレンドルフでは砂や砂利が採掘され、隣のハノーファーで販売されていた。1926年にこの集落に琺瑯工場が設けられた。当時は、ダンボール工場、電子工場、数多くの中規模企業が職場を提供した。非常に活発な建築活動により、砂や砂利の採掘は一時的に重要性を増した。
ヴェーデマルクは、単に工業・産業の町というだけでなく、工業中心地ハノーファーに隣接する住宅地でもある。ヴェーデマルクで1200人の従業員を擁するオーディオ製品のゼンハイザーをはじめ、一部ヨーロッパ市場で存在感のある専門的な企業がこの町に本社を置いている。
ブレリンガー・ベルクの尾根を貫いて2つの砂利採取場を結ぶという、建設会社のギュンター・パーペンブルクによる計画は、これに伴う生態系やレジャーへのリスクから2012年に激しい抵抗に遭い、破棄された。

### 公共施設
ヴェーデマルクは、メレンドルフに本部を置く警察署が管轄している。

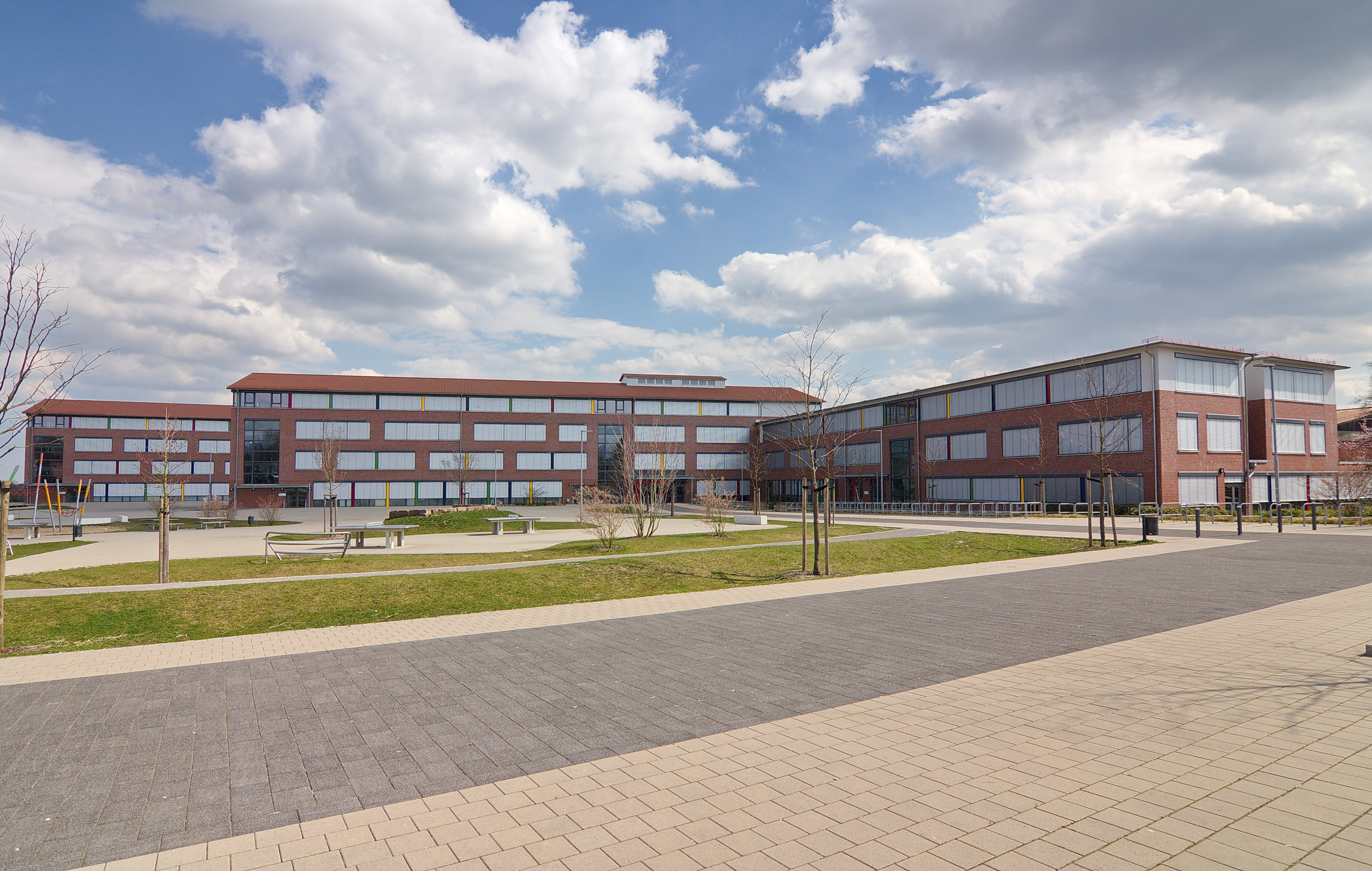
メレンドルフの学校センター

### 教育
各地区に、合わせて6校の基礎課程学校と1校のモンテッソーリ基礎課程学校がある。
この町に存在する上級の学校である、ギムナジウム・メレンドル、ヴェーデマルク実科学校、コンラート＝アデナウアー本課程学校、ヴェーデマルク統合型総合学校、養護学校2校はいずれもメレンドルフ地区にある。これらの学校は町役場と合わせて、「キャンパス W」と呼ばれる区画を形成している。

### 交通
ヴェーデマルクは、3つの駅でハイデ鉄道に接続している。この路線を RB 38（ハンブルク - ハールブルク - ゾルタウ - ハノーファー）とハノーファーSバーンのS4号線が運行している。Sバーンはエルツェ＝ベネミューレン、メレンドルフ、ビッセンドルフ地区とハノーファーおよびヒルデスハイムとを結んでいる。他の地区はハノーファー地方バスのバス路線によって互いに結ばれている。
町の東端を連邦アウトバーン7号線が通っている。この道路は、ベルクホーフ・インターチェンジとメレンドルフ・インターチェンジの2つのインターチェンジでアクセス可能である。この他にアウトバーン 352がヴェーデマルクを通り、隣接するランゲンハーゲンのカルテンヴァイデ市区にインターチェンジを有している。
ハノーファー＝ランゲンハーゲン空港はこの町から約 10 km の距離にある。

## 人物

### 出身者
- ハラルト・ヴェルツァー（ドイツ語版、英語版）（1958年 - ）社会学者、社会心理学者。

### ゆかりの人物
- フリッツ・ゼンハイザー（ドイツ語版、英語版）（1912年 - 2010年）電子技術者。ゼンハイザー創業者。ヴェーデマルクの名誉町民である[15]。
- ウーリ・シュタイン（ドイツ語版、英語版）（1946年 - 2000年）カートゥーン作家、フォトグラファー。ヴェーデマルクで亡くなった。
- クラウス・マイネ（1948年 - ）ロックミュージシャン。スコーピオンズのヴォーカリスト。1982年からビッセンドルフに住んだ。
- マティアス・ヤプス（ドイツ語版、英語版）（1955年 - ）ギターリスト。スコーピオンズのメンバー。
- ハインツ・ルドルフ・クンツェ（ドイツ語版、英語版）（1956年 - ）ロックミュージシャン。ヴェーデマルクにプライベートスタジオを有していた。
- マンフレート・コールス（1957年 - ）経済学者、芸術家。
- ウルリヒ・トゥクル（1957年 - ）俳優、ミュージシャン。少年時代をヴェーデマルクで過ごした。
- カレン・マルクス（1963年 - ）政治家。ヴェーデマルク在住。
- ミヒャエル・シュッツ（1966年 - ）サッカー選手。引退後ヴェーデマルクに住んでいる。